# Acaena myriophylla
Acaena myriophylla é uma espécie de rosácea do gênero Acaena, pertencente à família Rosaceae.